# ناتان بیزه
ناتان بیزه (انگلیسی: Nathan Bizet؛ زادهٔ ۲۷ آوریل ۱۹۹۷) بازیکن فوتبال اهل فرانسه است.
از باشگاه‌هایی که در آن بازی کرده‌است می‌توان به باشگاه فوتبال دیژون اشاره کرد.